# IS11S
Xperia acro IS11S（エクスペリア アクロ あいえす いちいちえす）は、ソニー・エリクソン・モバイルコミュニケーションズ（現・ソニーモバイルコミュニケーションズジャパン）により日本国内向けに開発されたauブランドを展開するKDDIおよび沖縄セルラー電話のISシリーズのスマートフォンのひとつである。製造型番はSOI11。

## 概要
ISシリーズの一環として企画・開発されたストレート型スマートフォンのひとつ。Android OSを搭載し、赤外線通信やおサイフケータイ、ワンセグなどに対応する。
同じくXperia acroの名称でNTTドコモより販売されるSO-02CのCDMA2000 1xMC/CDMA2000 1xEV-DO MC-Rev.A版にあたるスマートフォンであり、ソニー・エリクソンとして初めてau向けとして販売されたスマートフォンである。2012年1月現在、国内で発売されたXperiaシリーズの中でCDMA2000 1xMC/CDMA2000 1xEV-DO MC-Rev.Aに対応する最初の機種である。
SO-02Cとの違いは、通信方式およびキャリアサービスのみであり、機能面はほとんど同じである。詳しくはXperia acroの項目を参照のこと。
発売時にはEZwebのアドレスを使用したメールは提供されておらず、2011年9月20日に「KDDI Eメール」として提供され、利用する場合はソフトウェアアップデートする必要がある。従来のauのスマートフォンでは3Gのデータ通信でのみ送受信できたが、「KDDI Eメール」ではHTC EVO WiMAX ISW11HT（HTI11）と同じく、無線LANを利用しての送受信も可能である。
なお、この端末はauの他の多くの端末にある「最初に挿入したau ICカード以外は使用不可」という制限（レベル2 SIMロック）がなく、他のau ICカードを差した場合にも使用できる。
本機は、au初のGSMクワッドバンドに対応した機種であるが、GSMエリアにおけるデータ通信（GPRS）に対応しておらず、海外におけるデータ通信は、CDMAエリアまたは無線LAN経由で行う必要がある。この仕様から、GSMローミング中のEメールの送受信などもできない。加えて、Cメールについては、CDMAエリアでの送信およびGSMエリアでの送受信は仕様上できない。
電池パックやACアダプタは、（海外型番形式上は）SO-02C/(ACアダプタのみ)SO-03Cと共通のものを採用しているが、ドコモで購入したものを使用した場合は補償対象外となる。なお、ドコモのSO-02C/SO-03Cでは、2011年12月よりオペレータ共通のACアダプタが公式に使用可能となったが、当端末では、au共通の「共通ACアダプター03」などは公式に対応していない。
本機種は、Xperiaとしては2011年まで使用されていた「au by KDDI」ロゴが刻印された唯一の機種となっている（IS12S以降は筆記体のauロゴが刻印されている）。
メモリ量の関係、auからはAndroid 4.0にはアップデートされなかったが、海外版のXperia acroではアップデートされており、海外版のROMを使用することでアップデートできる。
また、ブートローダーアンロックを行うことで、Android 4.4までアップデートできる。
ただし、ブートローダーアンロックを行うとauおよびソニーの保証対象外となる。

## 歴史
- 2011年（平成23年）5月17日 - KDDIおよびソニー・エリクソンより発表[4][5]。
- 2011年6月24日 - 全国にて一斉発売。
- 2012年（平成24年）1月中旬 - KDDIが提供するフィーチャー・フォンのUI風ユーリティ・ツール「かんたんメニュー」に対応した。
- 2012年7月22日 - L800MHz（旧800MHz帯・CDMA Bandclass 3・JTACS）帯エリアによる音声・データ通信サービスが停波。以降はN800MHz（新800MHz帯・CDMA Bandclass 0 Subclass 2）帯エリア、および2GHz（CDMA Bandclass 6）帯エリアの各音声・データ通信サービスで利用する事となる。
- 2022年3月31日 -  au 3Gサービス終了によりWi-Fi通信以外では利用できなくなる

## プリインストールアプリ
- POBox Touch 4.1
- Timescape
- TrackID
- Skype
- jibe
- Sony Ericsson Store
- PlayNow
- キャンペーンナビ
- PlayStore

## 主な機能・サービス
※PC向けWebブラウザが標準装備されている。携帯向けサイト(EZWeb)は他のスマートフォンやPCと同じく閲覧不可。
| 主な機能・対応サービス                                                  | 主な機能・対応サービス                                           | 主な機能・対応サービス              | 主な機能・対応サービス        |
| ----------------------------------------------------------------------- | ---------------------------------------------------------------- | ----------------------------------- | ----------------------------- |
| Webブラウザ                                                             | LISMO! for Android LISMO WAVE LISMO unlimited メディアプレイヤー | おサイフケータイ                    | ワンセグ FMラジオ             |
| au one メール PCメール Gmail EZwebメール                                | デコレーションメール デコレーションアニメ                        | Skype au                            | PCドキュメント                |
| au Smart Sports Run & Walk Karada Manager ゴルフ(web版) Fitness、歩数計 | GPS 方位計                                                       | au oneナビウォーク au one助手席ナビ | au one ニュースEX au one GREE |
| じぶん銀行                                                              | かんたんメニュー 緊急地震速報                                    | Bluetooth                           | 無線LAN機能 (Wi-Fi)           |
| 赤外線通信 (IrSimple)                                                   | WIN HIGH SPEED                                                   | グローバルパスポート(CDMA/GSM)      | auフェムトセル                |
| microSD microSDHC                                                       | モーションセンサー(6軸)                                          | 防水                                | 簡易留守録                    |

その他
- 安心セキュリティパックは、ウイルスバスターモバイル for auのみ対応
- マイクロHDMI端子 - 本体のミラーリング出力対応。コンテンツの種別に関係なく、要HDCP対応。
- DLNAサーバー

カメラは動画ならば 720p (1280x720, 30fps) での撮影が可能。動画でもオートフォーカスが有効。

## アップデート
- 2011年6月24日 - Androidマーケットにおける「auかんたん決済」の不具合を修正[15]。
- 2011年7月25日 - ブラウザなどのアプリケーションを起動している場合に、リセットすることがある不具合を修正[16]。
- 2011年8月16日 - 「Android マーケット」からの任意のアプリをダウンロードする時などに再起動する場合がある不具合を修正[17]。
- 2011年9月20日 - 以下の項目に対応[18]。ただし、配布された au one マーケットが最新版ではないため、各種アプリを利用するために au one マーケットのアップデートが必要。本アップデート初日はサーバーが混雑し、au one マーケットと正常に通信できなくなった[19]。
  - EZwebのEメール
  - 緊急地震速報
  - au one マーケット
  - auかんたん決済
  - au Wi-Fi SPOT
  - LISMO
  - au one マーケットの対応に伴い、下記アプリにも対応。
    - au one ナビウォーク
    - au one 助手席ナビ
    - au Smart Sports
    - au one ニュース EX
    - au one モバオク
    - 待ちうた
    - LISMO WAVE
    - LISMO unlimited
    - LISMO Video DVDレンタル
    - うたとも
- 2011年11月10日 - OS が Android 2.3.4となり、以下の項目に対応[20]。
  - Cメールの検索機能、及び140文字受信機能追加
  - POBox touch 4.3
  - フォルダ内のアプリ閲覧対応
  - オン / オフ　ウィジェット (Bluetooth、GPS、Wi-Fi、サウンド、バックライト、ローミングなど)
  - お気に入りと通話履歴 ウィジェット
  - 画面キャプチャ（スクリーンショット）
  - アプリトレイからの直接アンインストール
  - テーマ設定
  - 不在着信等のお知らせ表示
  - 横UI表示に対応(FMラジオなど)
  - Facebook inside 2.0
  - 発信者番号通知
  - xLOUD
  - Music Player 3.0
    - infiniteボタン

  - LISMOとワンセグのBluetooth経由での音声出力
  - ギャラリーの共有先にPlay on Deviceを追加
  - PlayStation Certified（プレイステーション スイートに対応） - 同年12月よりコンテンツの配信を開始予定。ドコモ向けのSO-01CやSO-02Cと同様、プレイ可能なゲームは初代プレイステーション用のゲームのみである。
  - Video Unlimitedに対応
  - 不具合の修正
    - 既読とした不在着信通知がスリープモード解除後に再表示される。

  - アプリの名称変更・機能追加
    - セットアップガイド（旧 セットアップウィザード）
    - Connected devices（旧メディアサーバー）
    - 音楽と動画 （旧メディア探索）

  - その他の追加アプリ
    - 省電力モード
    - APPNAVI
    - MediaRemote
    - 更新センター
    - Livewareマネージャ
    - テレビ.Gガイド

  - その他の新規追加ウィジェット
    - 世界時計
    - タイマー
    - アナログ時計
- 2012年1月中旬 - 以下の項目に対応
  - かんたんメニュー
- 2012年10月31日
  - microSDXCの不具合修正とアプリをダウンロードする際に必要なメモリ容量の縮小化等の改善[21]。
  - 以下のアプリを追加（アンインストール不可）。
    - Google+
    - Google Play Movie
- 2013年3月14日 - 設定と異なる着信音が鳴動する不具合を修正。